# Ashburton (Nowa Zelandia)

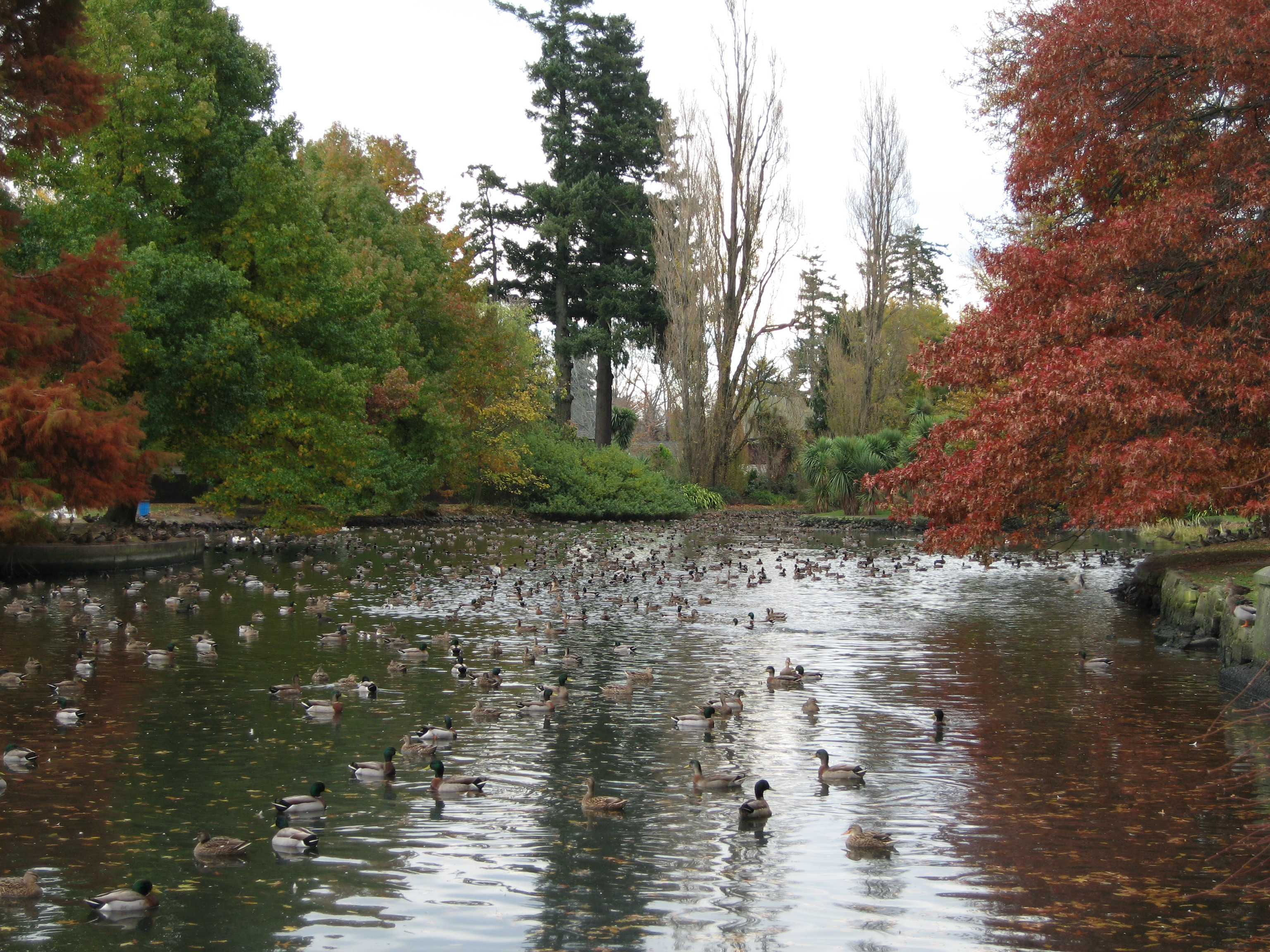
Ashburton Domain

Ashburton (maor. Hakatere) – miasto w Nowej Zelandii. Położone na wschodnim wybrzeżu   Wyspy Południowej. Około 17 200 mieszkańców.